# Tanah Itam Hilir
Tanah Itam Hilir is een bestuurslaag in het regentschap Batu Bara van de provincie Noord-Sumatra, Indonesië. Tanah Itam Hilir telt 1181 inwoners (volkstelling 2010).